# ارمنی‌ها در اسرائیل

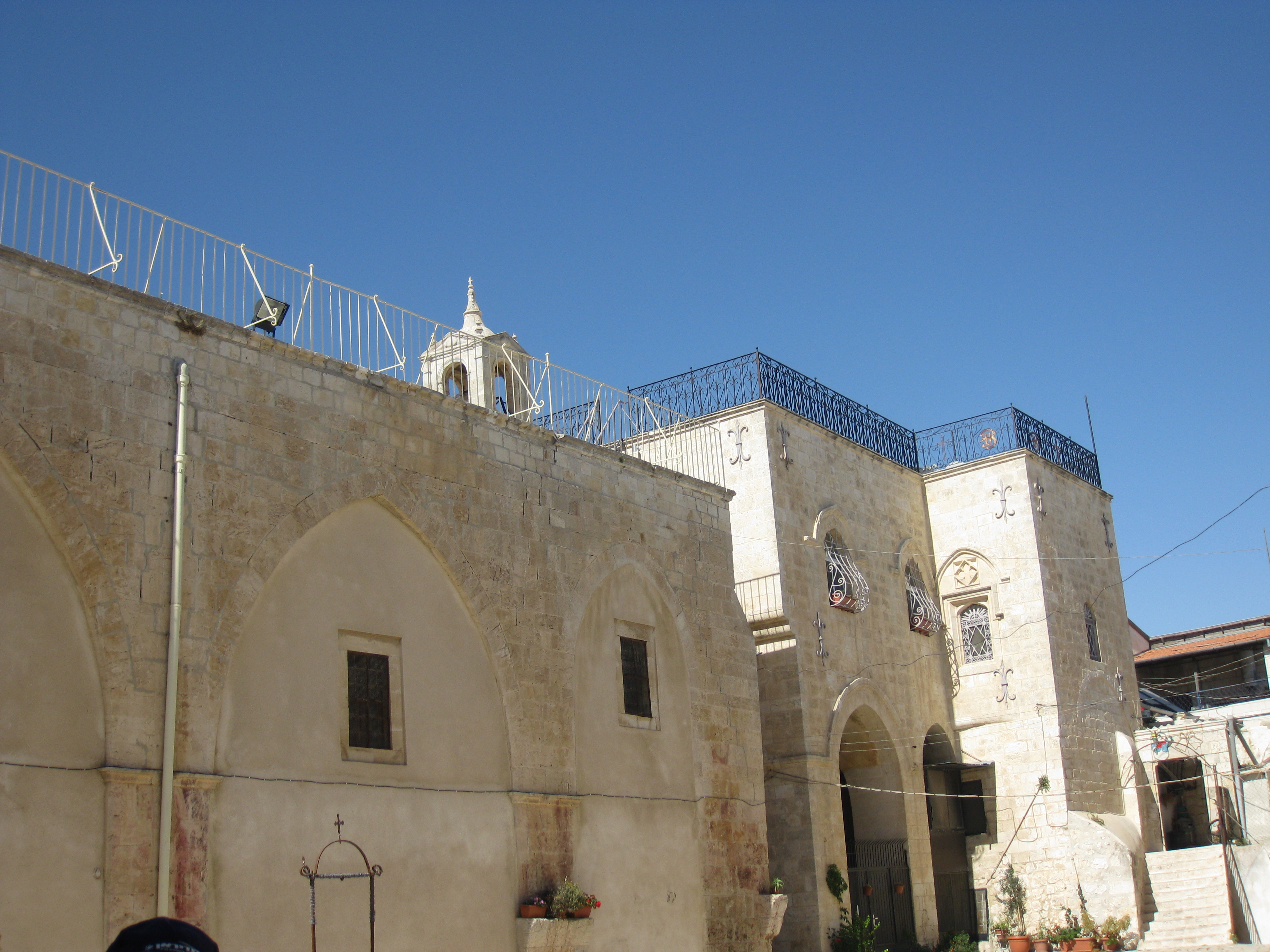
محله ارمنی‌ها در شهر قدیمی اورشلیم

ارمنی‌ها در اسرائیل ارمنی‌های ساکن اسرائیل هستند که برخی از آنها تابعیت اسرائیل را دارند.
در سال ۱۹۸۶ تخمین زده شد که ۱۵۰۰ ارمنی در شهر اورشلیم زندگی می‌کردند. بر اساس یک بررسی در سال ۲۰۰۶، ۷۹۰ ارمنی در شهر قدیمی اورشلیم زندگی می‌کردند. در سال ۲۰۱۵، تایمز اسرائیل مقاله ای را منتشر کرد که بر اساس آن حدود ۱۰۰۰۰ ارمنی در سراسر اسرائیل زندگی می‌کنند.

## تاریخ
اقلیت قابل توجهی از جامعه ارمنی سده‌ها است در شام ساکن بوده‌اند.

## دین
اکثریت قریب به اتفاق ارمنی‌ها در اسرائیل مسیحیان ارتدوکس ارمنی هستند، اما تعداد کمی از کاتولیک‌های ارمنی و انجیلی‌های ارمنی نیز وجود دارند. ارمنی‌های ارتدوکس در ارتباط معنوی با کلیسای حواری ارمنی (نگاه کنید به اچمیادزین مقدس) و تحت صلاحیت پاتریارک ارمنی اورشلیم و پاتریارک مقیم هستند، در حالی که کاتولیک‌های ارمنی تحت صلاحیت کلیسای کاتولیک ارمنی و جانشین پاتریارکی هستند. (ساکن در Via Dolorosa 41 - Fourth Station).

## روابط ارمنستان و اسرائیل

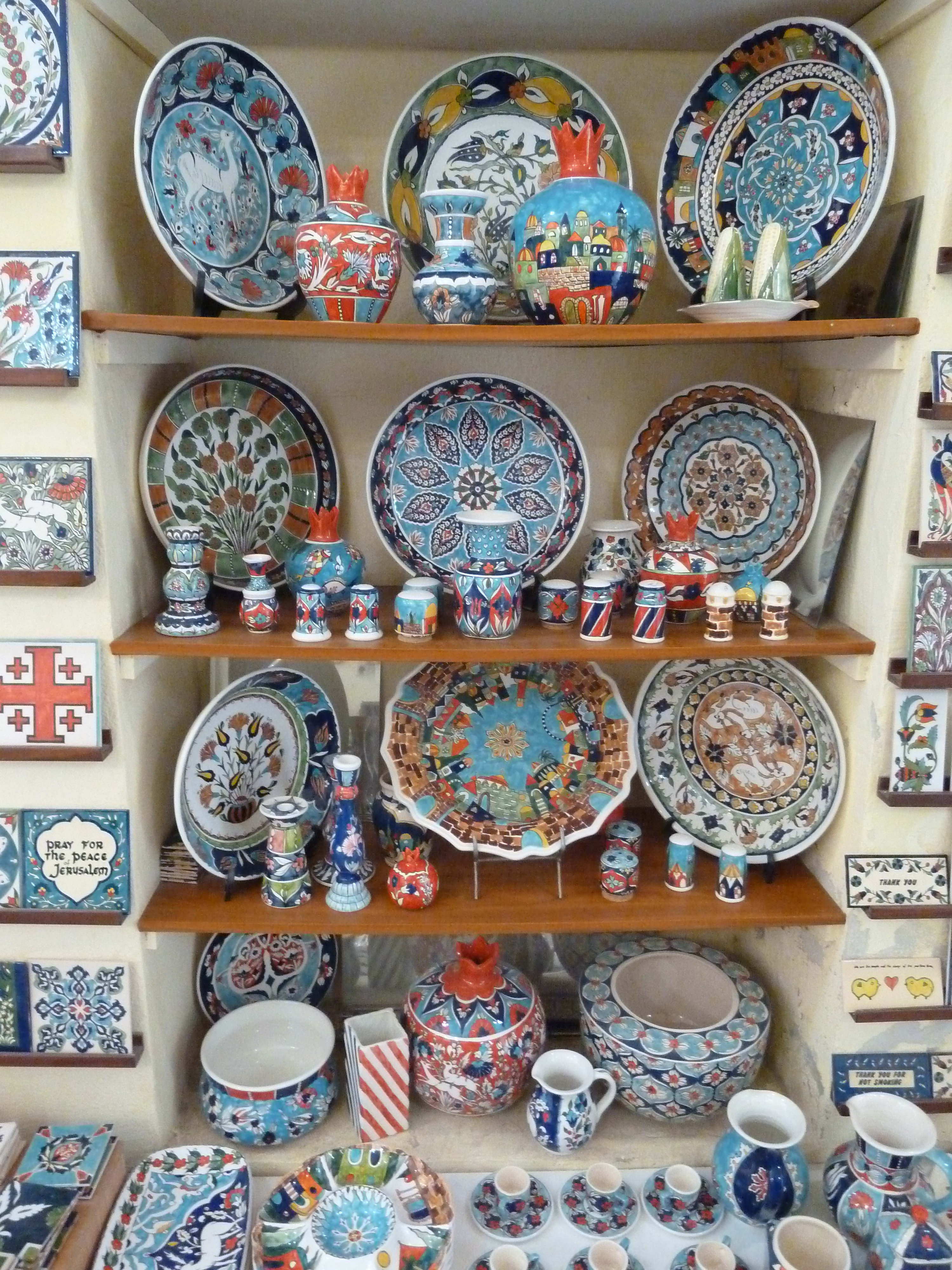
سرامیک ارمنی در اورشلیم

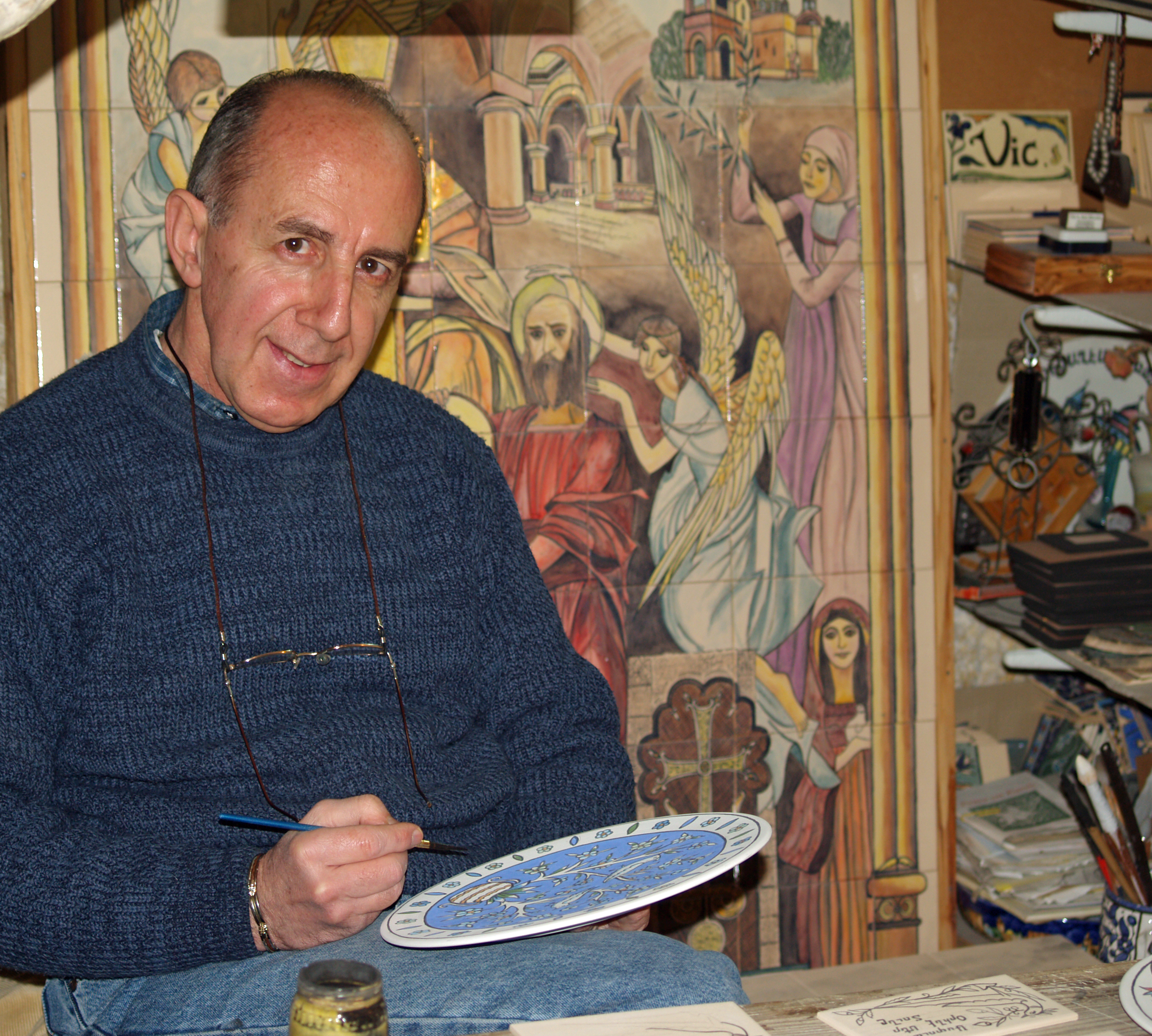
سرامیک کار ارمنی در شهر قدیمی اورشلیم

ارمنستان روابط دیپلماتیک با اسرائیل دارد. بر اساس کتاب اطلاعات جهانی سیا، ارمنستان ۴٫۸ درصد از واردات خود را از اسرائیل دریافت می‌کند، در 
حالی که اسرائیل ۷٫۱ درصد از صادرات ارمنستان را دریافت می‌کند. اگرچه هر دو کشور روابط دیپلماتیک دارند، اما هیچ‌یک سفارت در کشور دیگر ندارند. در عوض، سفیر ایهود موشه آیتم، سفیر اسرائیل در ارمنستان در تفلیس، گرجستان مستقر است و دو بار در ماه از ایروان بازدید می‌کند. در اورشلیم تسولاگ مومجیان کنسول افتخاری است.
از زمان استقلال ارمنستان، سیاستمداران اسرائیلی، خاخام‌ها و جامعه ارمنی این کشور از دولت اسرائیل خواسته‌اند تا نسل‌کشی ارمنی‌ها را به رسمیت بشناسد. در عین حال، ترکیه تهدید کرده‌است که اگر اسرائیل یا ایالات متحده این کشتار را به عنوان نسل‌کشی به رسمیت بشناسند، روابط خود را با اسرائیل قطع خواهد کرد. از سال ۲۰۰۸، بحثی در مورد به رسمیت شناختن در کنست در حال انجام است که ترکیه به شدت برای جلوگیری از آن لابی می‌کند. یک نظرسنجی در سال ۲۰۰۷ نشان داد که بیش از ۷۰ درصد از اسرائیلی‌ها فکر می‌کردند که اسرائیل باید نسل‌کشی را به رسمیت بشناسد و ۴۴ درصد مایل به قطع روابط با ترکیه بر سر این موضوع هستند.